# أياز (هشترود)
أياز هي قرية في مقاطعة هشترود، إيران. يقدر عدد سكانها بـ 68 نسمة بحسب إحصاء 2016.